# 下手稲公園
下手稲公園（しもていねこうえん）は、北海道札幌市手稲区前田5条13丁目にある近隣公園。

## 施設
- 野球場 - 両翼:60m、中堅60m
- テニスコート
- ゲートボール場
- コンビネーション遊具

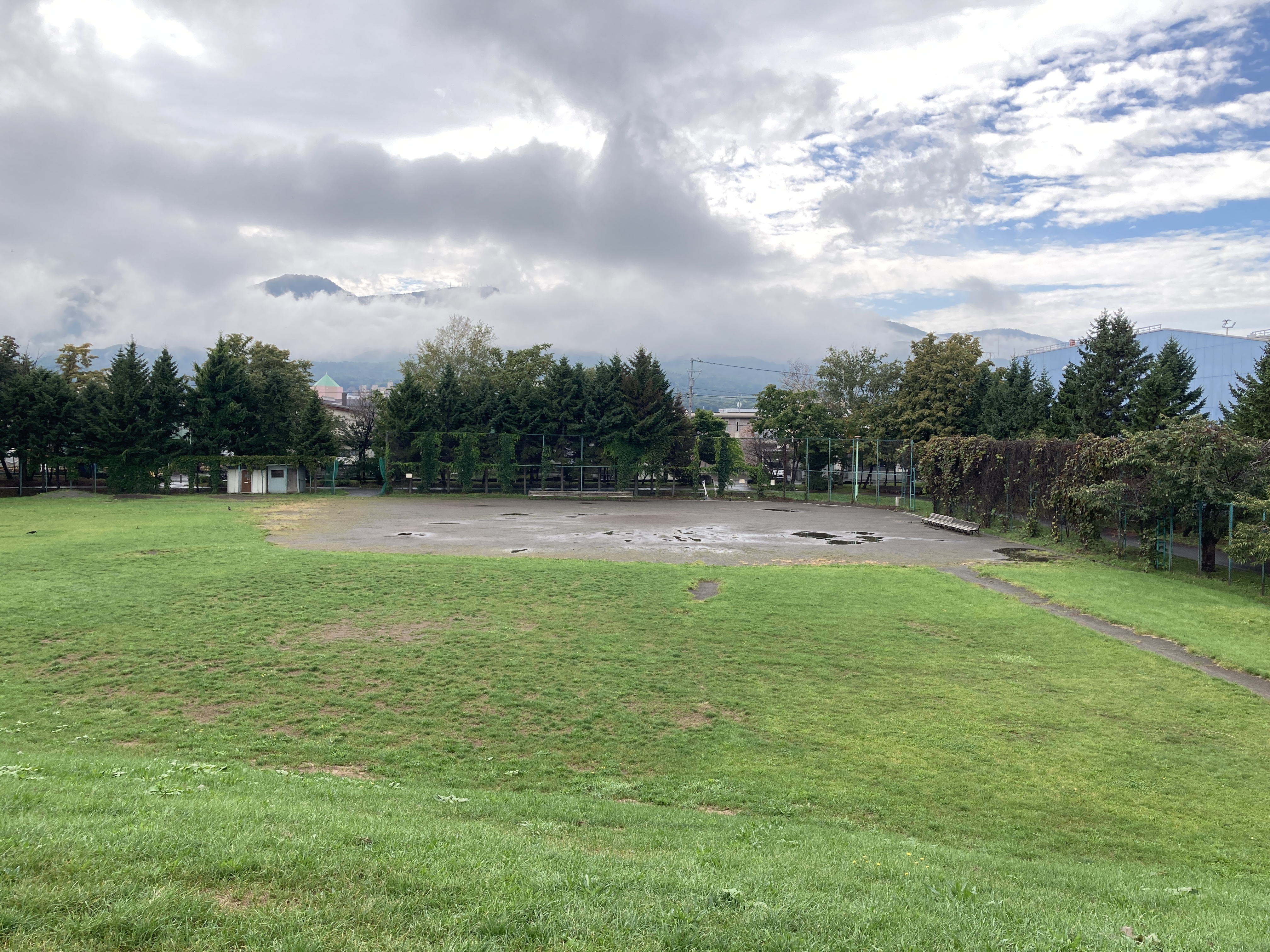
野球場（2022年9月）
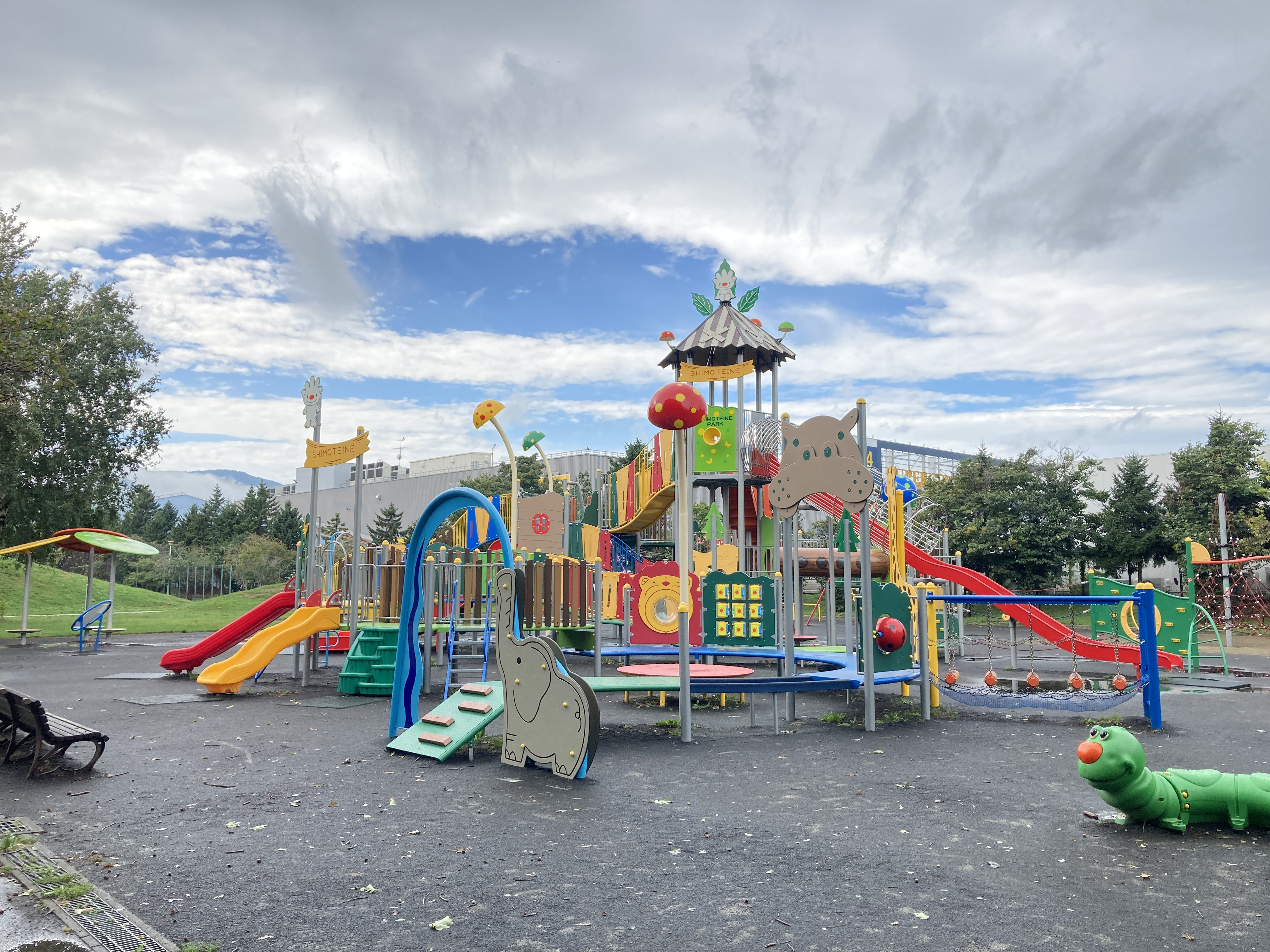
コンビネーション遊具（2022年9月）

## 周辺
- 北海道道452号下手稲札幌線（下手稲通）
- 手稲郵便局・日本郵便手稲支店
- トライアル手稲店 - 旧カウボーイ手稲店
  - マクドナルド手稲トライアル店・ブックオフ札幌前田店・ザ・ダイソートライアル手稲店・丸善三番舘手稲支店
- びっくりドンキー手稲店
- ゲオ手稲店
- 2nd STREET手稲2号店・手稲前田店
- みよしのさっぽろ手稲前田店
- 廻転ずし とっぴ〜手稲店
- ロイヤルホスト手稲店・とんとこ亭
- 洋服の青山札幌手稲前田店
- 自遊空間手稲前田店
- ゴルフ5手稲前田店
- ホーマック手稲前田店
- 紳士服の山下手稲前田店
- ココス手稲前田店
- ドン・キホーテ手稲店
- AOKI手稲前田店
- 味の時計台手稲前田店

## 交通機関
- JR北海道函館本線手稲駅から徒歩20分。
- ジェイ・アール北海道バス札樽線「前田6条12丁目」停留所。